# Kalná nad Hronom
Kalná nad Hronom (in ungherese Kálna) è un comune della Slovacchia facente parte del distretto di Levice, nella regione di Nitra.